# Dylym

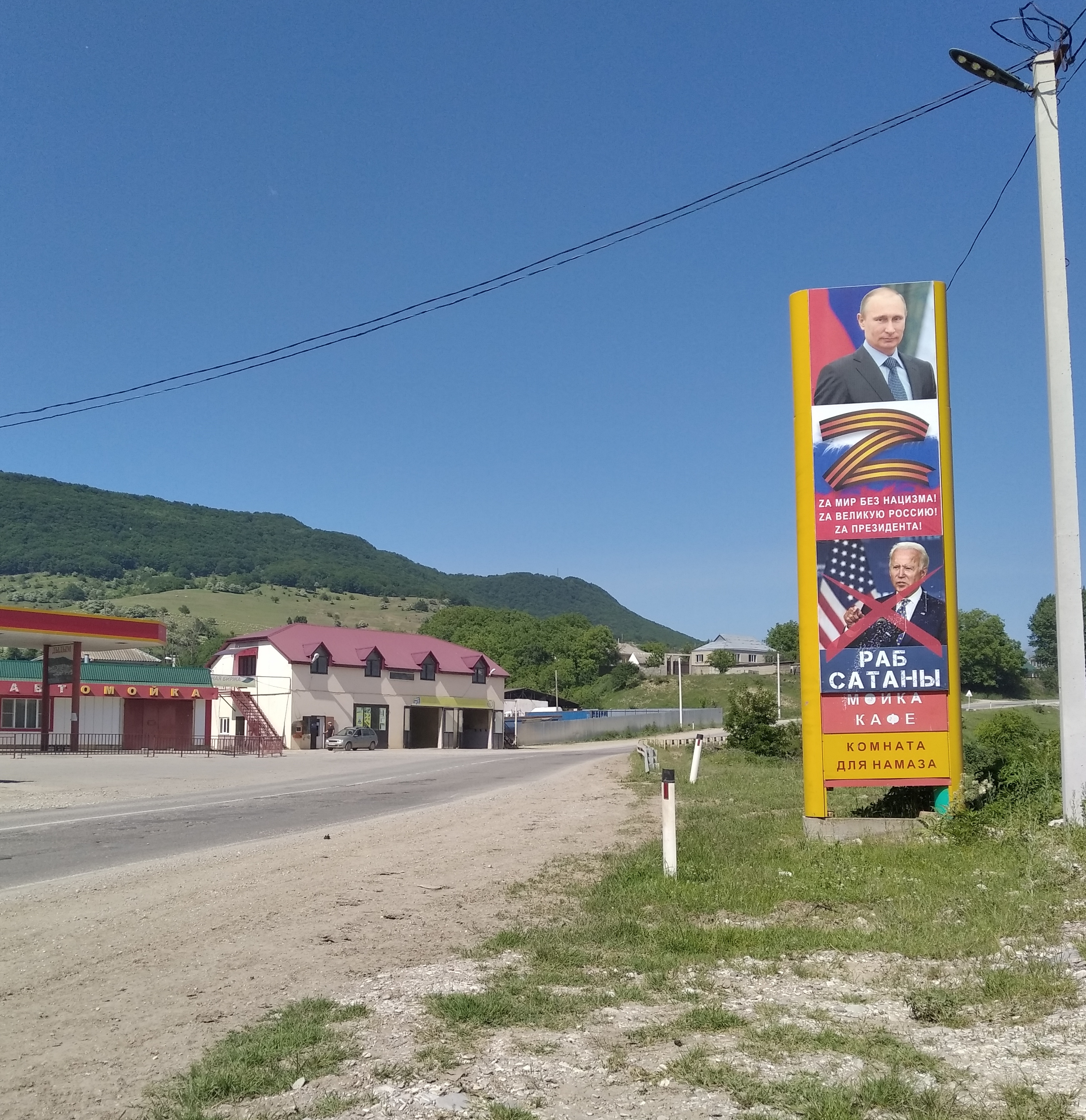

Dylym (Дылым) est un village ou aoul du Daghestan (fédération de Russie) qui est le chef-lieu administratif du raïon (district) de Kazbek. Sa population était de 8 640 habitants en 2010.

## Géographie
Le village se trouve à 567 mètres d'altitude, délimité à l'ouest par le village de Kalininaoul et à 108 kilomètres à l'ouest de la capitale Makhatchkala. La gare ferroviaire la plus proche est à Khassaviourt, à 22 kilomètres au nord.

## Histoire
Le village est mentionné par écrit pour la première fois en 1617. Il devient le chef-lieu administratif du raïon de Kazbek en 1930. Il est peuplé d'Avars sunnites à 99%, le reste étant une dizaine de Tchétchènes, une dizaine de Russes, une vingtaine de Koumyks, etc.